# فرد وايلدر
فرد وايلدر (بالإنجليزية: Fred Wilder)‏ هو صانع أفلام أمريكي، ولد في 14 نوفمبر 1962.

## وصلات خارجية
- فرد وايلدر على موقع IMDb (الإنجليزية)